# Tour de Pequim
O Tour de Pequim foi uma prova profissional de ciclismo de estrada por etapas realizada em Pequim. A primeira edição ocorreu em outubro de 2011, como o penúltimo evento no calendário da UCI World Tour 2011. A corrida é uma parceria entre a UCI e o Governo da cidade de Pequim e abrangeu um período inicial de quatro anos 2011-2014. O evento foi um legado dos Jogos Olímpicos de 2008 e promove Pequim como uma cidade de evento global, ao mesmo tempo, promovendo o ciclismo como um desporto saudável e amigo do ambiente.

## Vencedores
| Ano  | Vencedor         | Segundo           | Terceiro             |
| ---- | ---------------- | ----------------- | -------------------- |
| 2011 | Tony Martin      | David Millar      | Chris Froome         |
| 2012 | Tony Martin      | Francesco Gavazzi | Edvald Boasson Hagen |
| 2013 | Beñat Intxausti  | Daniel Martin     | David López          |
| 2014 | Philippe Gilbert | Daniel Martin     | Esteban Chaves       |